# 하윤재
하윤재(河侖材, 1972년 ~ )는 대한민국의 영화 감독이다. 2019년 영화 《카센타》가 첫 장편영화이다.
5남매의 막내로 태어났다. 서울산업대학교 시각디자인과를 졸업했고 광고회사를 다녔다. 영화 제작을 하고 싶어 무작정 명필름의 심재명 대표를 만나러 갔고, 심 대표는 갑자기 찾아온 그녀의 이야기를 40분 넘도록 들어주었다. 이에 감명을 받은 하윤재 감독은 그 다음날 회사를 관두고 여성영화인모임 홍보마케팅 수업을 들었다. 그리고 영화 《하얀방》의 기획 부서에 참여해 홍보 일을 시작하며 영화 경력을 시작했다.
어머니의 삶을 모티브로 한 단편영화 〈봄날의 약속〉으로 제33회 프랑스 클레르몽 페랑 단편영화제 국제경쟁 부문, 제15회 부산국제영화제 와이드앵글 부문 단편 쇼케이스 등에 초청되었고 청룡영화상, 필름 카라반 단편영화제 등에 진출했다.
2007년 남해에 놀러갔다가 차가 펑크났던 경험을 바탕으로 영화 《카센타》의 초안을 구상하였다. 영화는 10년 후에 제작될 수 있었으며 2019년 개봉하여 호평을 받았다.

## 연출 작품 목록

### 영화
- 봄날의 약속(2009) - 단편영화. 감독, 각본
- 카센타(2019) - 감독, 각본

### 저서
- 엄마, 나는 잊지 말아요(2017)